# Energiklagenævnet
Energiklagenævnet er en uafhængig klageinstans, der hører under Miljø- og Fødevareministeriet.
Nævnet fungerer som sidste klageinstans for myndighedsafgørelser indenfor energiområdet. Det består af en formand, en næstformand samt en række medlemmer med særligt kendskab til energimæssige forhold. Nævnet har eget sekretariat, der bistår med forberedelsen og udførelsen af nævnets beslutninger.